# Ponte dei Trepponti
Il complesso architettonico dei Trepponti, conosciuto anche come Ponte Pallotta, è il più noto ponte di Comacchio nonché il suo monumento più rappresentativo. Esso è ubicato lungo l'antico canale navigabile Pallotta che conduceva al mare Adriatico ed era la porta fortificata della città.
Fu costruito nel 1638 per volere del cardinale legato Giovanni Battista Maria Pallotta e l'incarico fu affidato all'architetto ravennate Luca Danese, impegnato negli stessi anni in una più generale opera di riqualificazione urbanistica di Comacchio, che per decenni era stata abbandonata dagli estensi alle incursioni veneziane. Venne innalzato dal cappuccino Giovanni Pietro da Lugano e si compone di cinque ampie scalinate in laterizio che culminano in un rialzo in pietra d'Istria. Al di sotto della sua unica volta costituita da 5 archi termina il canale navigabile Pallotta che si distribuisce all'interno del centro storico sino a formare quattro diversi canali detti Salara, Sant'Agostino, Borgo e San Pietro. 
Nel corso dei secoli il manufatto subì diversi interventi di modifica del suo assetto, soprattutto di valore estetico, testimoniati dall'aggiunta delle due torrette di guardia in cima alle due scalinate posteriori e dei sei pilastrini posti alla sommità delle tre scalinate anteriori.

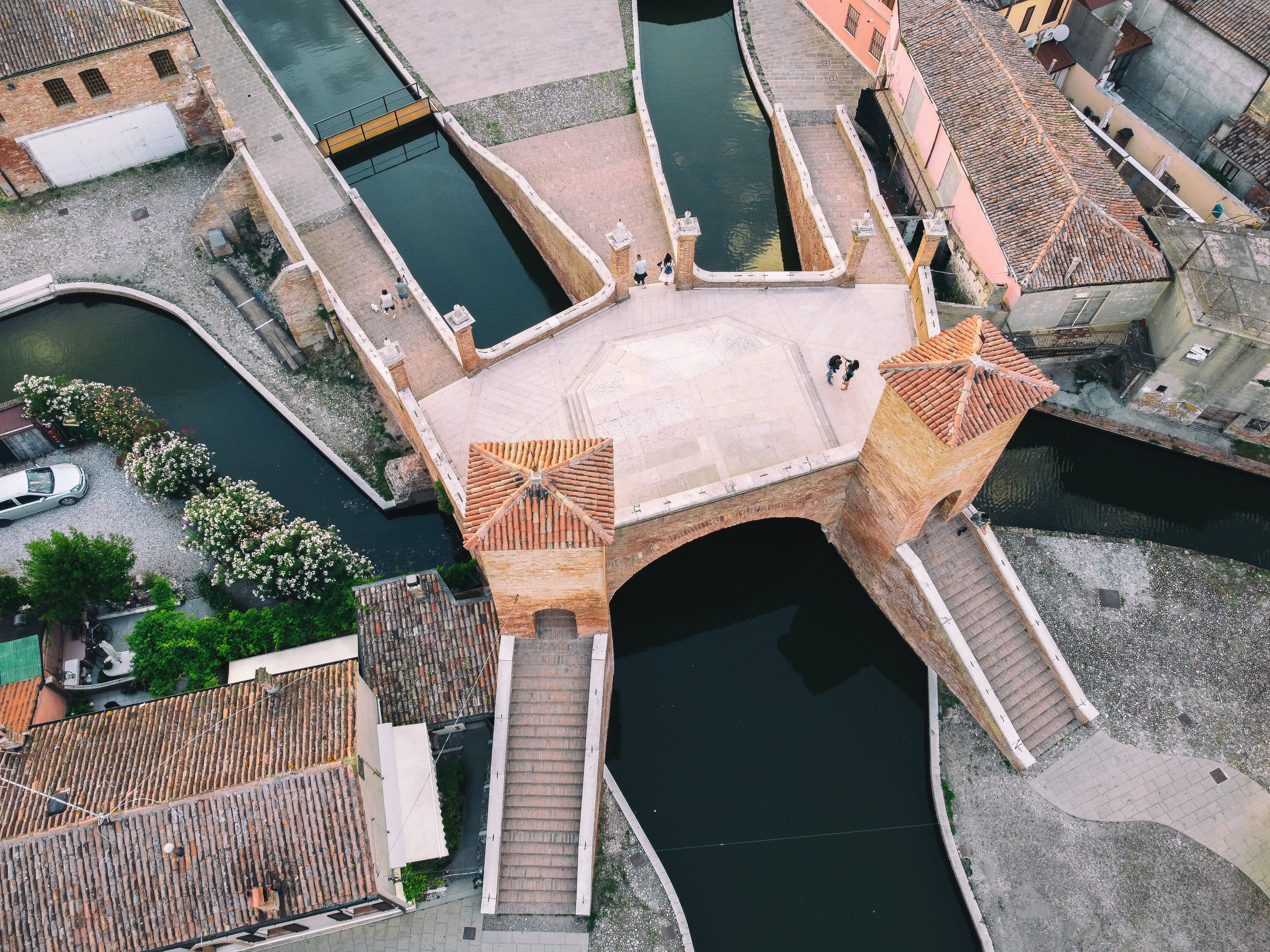
vista dall'alto

Su entrambe le torri fortificate sono poste delle lapidi che riportano due passi significativi per la città di Comacchio.
Salendo dalle scalinate anteriori, 
a sinistra vi è una definizione del reggiano Ludovico Ariosto:
Paludi, del Po teme ambe le foci, /
Dove abitan le genti disïose /
Che 'l mar si turbi e sieno i venti atroci.»
(Ludovico Ariosto, Orlando Furioso, III, 41)
mentre sulla torre di destra un passo di Torquato Tasso: 
(Torquato Tasso, Gerusalemme liberata, VII, 46)
Nei pressi dei Trepponti si trova anche un altro ponte di Luca Danese, chiamato Ponte degli Sbirri in virtù della sua vicinanza alle antiche carceri cittadine.

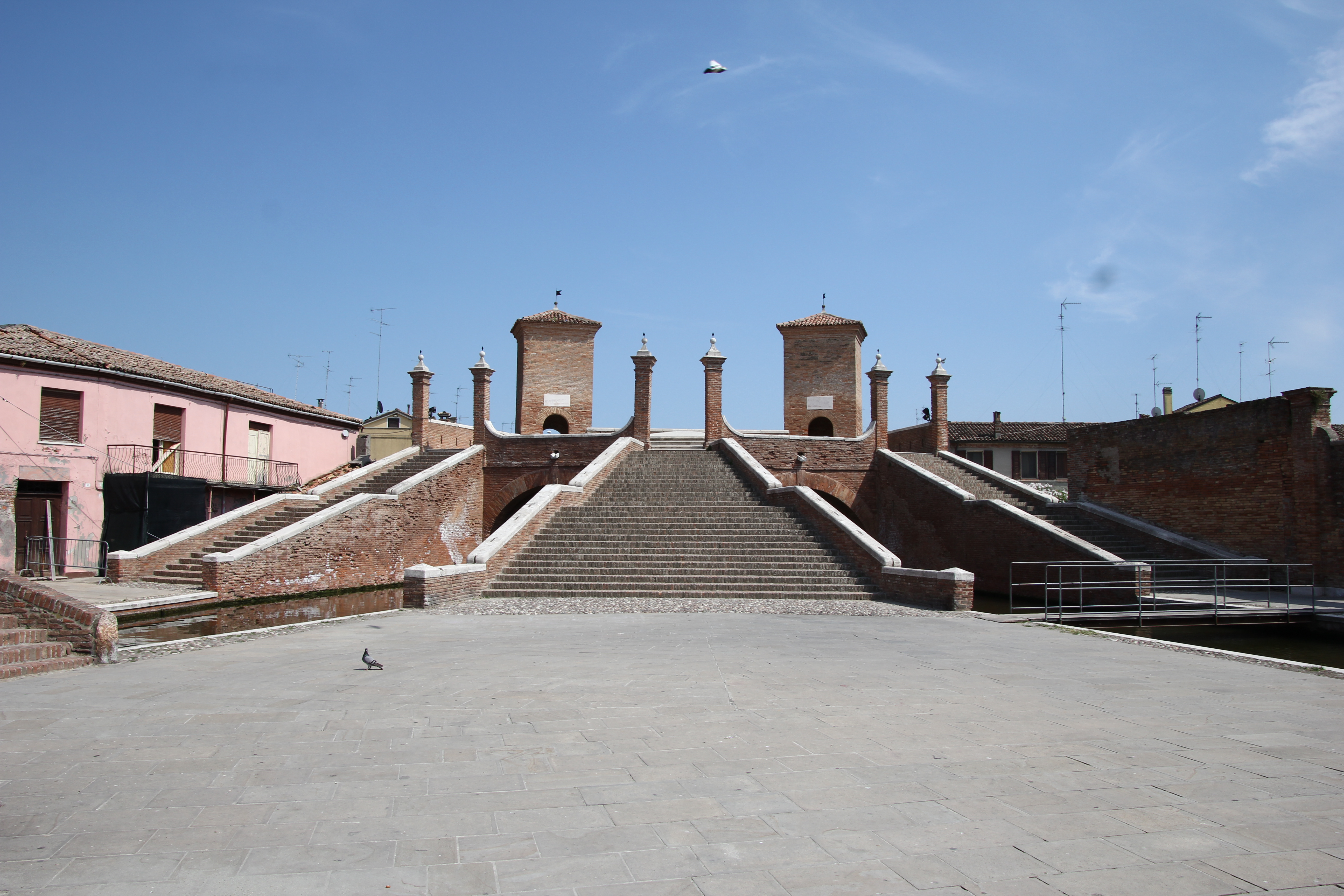